# Gerardo Felipe Ojanguren
Gerardo Felipe Ojanguren (Alejo Ledesma, 25 de diciembre de 1923-23 de junio de 2016) fue un militar argentino, perteneciente a la Armada, que alcanzó el grado de capitán de navío. Fue interventor federal de facto de la provincia del Chubut brevemente entre junio y julio de 1966.

## Biografía
Nació en Alejo Ledesma (provincia de Córdoba) en 1923. Asistió a la Escuela Naval Militar, de donde egresó como guardiamarina en 1941, como parte de la promoción 72.
Entre 1959 y 1960, fue comandante del transporte ARA Ushuaia (Q-10), utilizado por el Servicio de Hidrografía Naval para tareas de balizamiento. Entre 1964 y 1965 ejerció el comando de la fragata ARA Piedra Buena (P-36). En 1965 fue ascendido a capitán de navío.
Tras el golpe de Estado del 28 de junio de 1966, que instauró la dictadura militar autodenominada «Revolución Argentina», todas las provincias fueron intervenidas por oficiales superiores de las fuerzas armadas por el decreto 2/1966, hasta la designación de nuevas autoridades. Ojanguren fue designado interventor federal de facto de la provincia del Chubut por el decreto 8/1966, firmado por la Junta Revolucionaria, asumiendo el cargo tras un interinato del coronel Carlos Arturo Vellegal. Permaneció menos de un mes en la gobernación, hasta el 21 de julio de 1966, cuando fue sucedido por el capitán de fragata Rodolfo Varela.
Fue comandante del rompehielos ARA General San Martín (Q-4) y participó en la campaña antártica argentina de 1969-1970 como comandante de la Agrupación Naval Antártica.
En 1970 desempeñó funciones en el Comando Naval.
Pasó a retiro en marzo de 1971. Falleció en junio de 2016, a los 92 años.